# Camponotus mendax
Camponotus mendax är en myrart som beskrevs av Auguste-Henri Forel 1895. Camponotus mendax ingår i släktet hästmyror, och familjen myror.

## Underarter
Arten delas in i följande underarter:
- C. m. integer
- C. m. mendax